# Östra Gåbdejaure
Östra Gåbdejaure är en sjö i Arvidsjaurs kommun i Lappland och ingår i Piteälvens huvudavrinningsområde. Sjön har en area på 0,824 kvadratkilometer och ligger 317 meter över havet. Östra Gåbdejaure ligger i Piteälven Natura 2000-område. Sjön avvattnas av vattendraget Abborrbäcken.

## Delavrinningsområde
Östra Gåbdejaure ingår i det delavrinningsområde (730529-168354) som SMHI kallar för Utloppet av Östra Gåbdejaure. Medelhöjden är 383 meter över havet och ytan är 13,95 kvadratkilometer. Det finns inga avrinningsområden uppströms utan avrinningsområdet är högsta punkten. Abborrbäcken som avvattnar avrinningsområdet har biflödesordning 3, vilket innebär att vattnet flödar genom totalt 3 vattendrag innan det når havet efter 134 kilometer. Avrinningsområdet består mestadels av skog (86 procent). Avrinningsområdet har 0,83 kvadratkilometer vattenytor vilket ger det en sjöprocent på 5,9 procent.